# アベムリー・メト・シル
メチーニョ（Metinho）ことアベムリー・メト・シル（フランス語: Abemly Meto Silu、2003年4月23日 - ）は、コンゴ民主共和国・マタディ出身のブラジル人サッカー選手。リーグ・アン・ESTACトロワ所属。ポジションはMF。
ガーディアン紙のネクスト・ジェネレーション2020に選出された。

## クラブ経歴
コンゴ民主共和国のマタディに生まれたが、1歳の時に父が宗教的迫害から逃れるためにブラジルに亡命した。数万円しか持ち合わせていなかった一家の亡命先がブラジルであった理由は父親がサッカーブラジル代表のファンだったからというものである。ブラジルではリオデジャネイロ近郊のブラス・ジ・ピナのシンコ・ボカスファヴェーラに居を構え、ここで彼は父から本名のメトをブラジル風にしたメチーニョという呼び名を授かった。
サッカー選手としてはマドゥレイラECの下部組織に在籍した。その後、CRヴァスコ・ダ・ガマのトライアルに参加しオファーを受けたが、その間にフルミネンセFCからもオファーが来たため、フルミネンセに加入するに至った。フルミネンセに加入した事によってチームメイトのジョアン・ペドロの家に転がり込む事となり、ファヴェーラを脱した。U-17チームでは主将を経験しU-20チームに昇格した。
2021年2月にはマンチェスター・シティFCやアーセナルFCが獲得に動いていると報じられ、特にマンチェスター・シティはチームメイトのカイキとの2枚抜きをするのではないかと報じられた。その中で3月にカンピオナート・カリオカでハファエウ・ヒベイロに代わって途中出場し選手初出場を記録した。4月下旬にマンチェスター・シティへのカイキの移籍が決まった後も続報がなかったが、6月15日にマンチェスター・シティへの移籍が発表された。ただマンチェスター・シティにそのまま加入するのではなく、同じシティ・フットボール・グループに所属しリーグ・アンに昇格したトロワACへ期限付き移籍をするのではないかと獲得発表前から報じられている。
2021年7月23日、トロワACに完全移籍し、5年契約を結んだ。
2022年7月2日、ロンメルSKに期限付き移籍。
2023年8月31日、スパルタ・ロッテルダムに期限付き移籍。
2025年1月27日、FCバーゼルに期限付き移籍。その後完全移籍となった。

## 代表歴
2019年にブラジルに帰化した。
2020年11月、年代別代表としての経験も一切ないにも関わらず、チームメイトのルイス・エンヒキとともにブラジルA代表のトレーニングに参加した。

## プレースタイル
ポール・ポグバのようなプレースタイル、そしてポグバのように顔をあげてプレーする事から、ブラジルのポグバと呼ばれている。